# ヘラクレスとレルネのヒュドラ

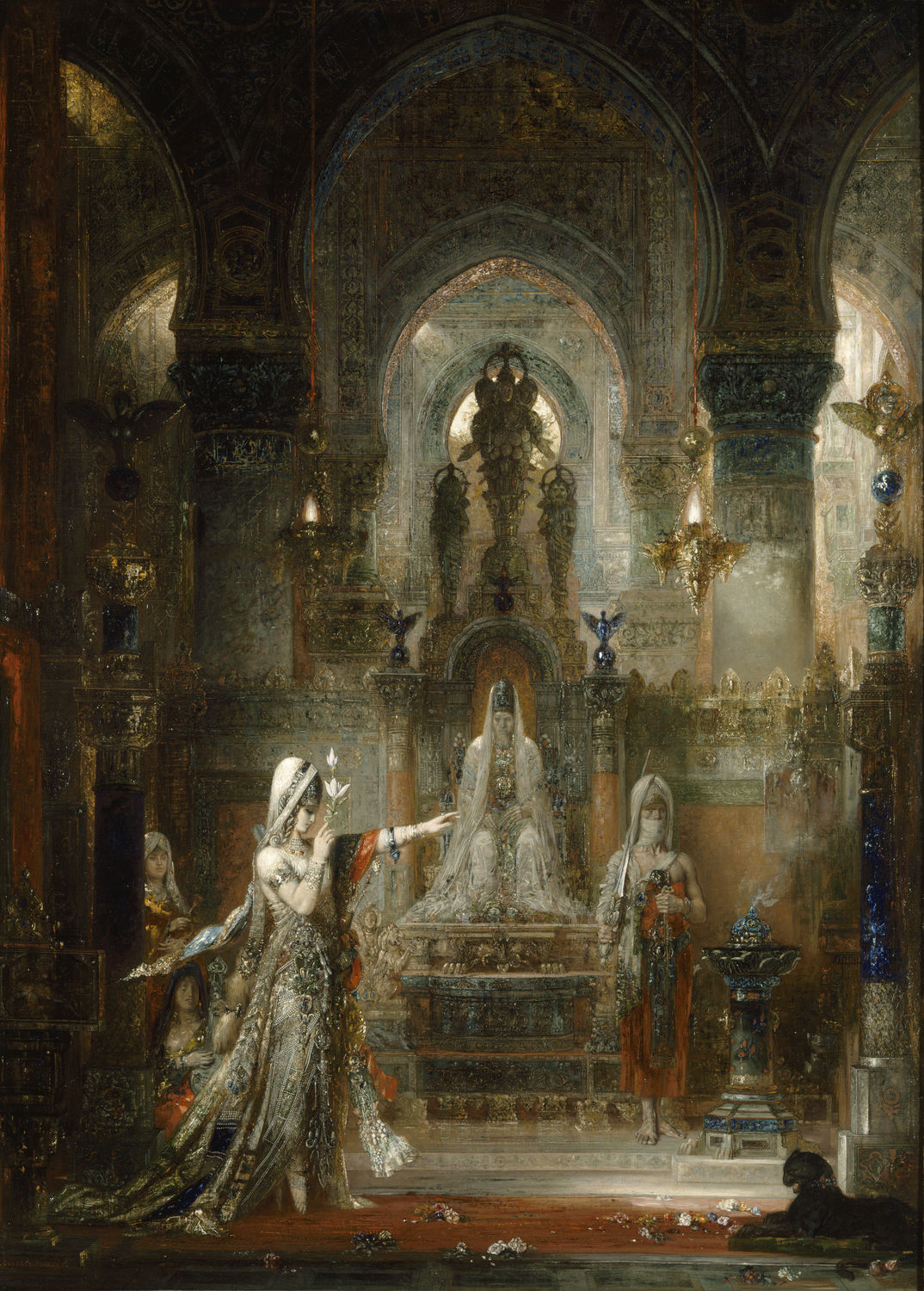
同じ年のサロンで発表された『ヘロデ王の前で踊るサロメ』。143.5×104.3cm。ロサンゼルス、アーマンド・ハマー美術館所蔵。

『ヘラクレスとレルネのヒュドラ』（仏: Hercule et l'Hydre de Lerne, 英: Hercules and the Lernaean Hydra）は、フランス象徴主義の画家ギュスターヴ・モローが1876年に制作した絵画である。油彩。主題はギリシア神話の英雄ヘラクレスの12の難行の1つであるレルネのヒュドラ退治から取られている。モローは本作品と『ヘロデ王の前で踊るサロメ』（Salomé dansant devant Hérode）、『殉教者に叙される聖セバスティアヌス』（Saint Sébastien Baptisé Martyr）、および水彩画『出現』（L'Apparition）で1869年以来7年ぶりにサロンに参加した。7年間のブランクは1869年のサロンで受けた批判が原因と考えられており、新たなスタイルを模索して挑んだ1876年のサロンで再び脚光を浴びた。現在はアメリカ合衆国イリノイ州シカゴ市内のシカゴ美術館に所蔵されている。

## 主題
ヘシオドスによるとヒュドラはギリシア神話最大の英雄ヘラクレスに対する恨みの感情から、女神ヘラがアルゴリス地方のレルネで育てたとされる多頭の大蛇の怪物である。ヘラクレスはミケーネの王エウリュステウスの命令でこの怪物を退治しなければならなかった。ヒュドラは不死身の生命力を誇り、首を倒してもすぐに傷口から2本の首が再生し、中央の不死身の首を切り落とさない限り倒すことが出来なかった。そこでヘラクレスは甥のイオラオスの協力で、首の傷口が再生しないように松明で焼き、最後に中央の首を切り落として倒したと伝えられている。

## 作品

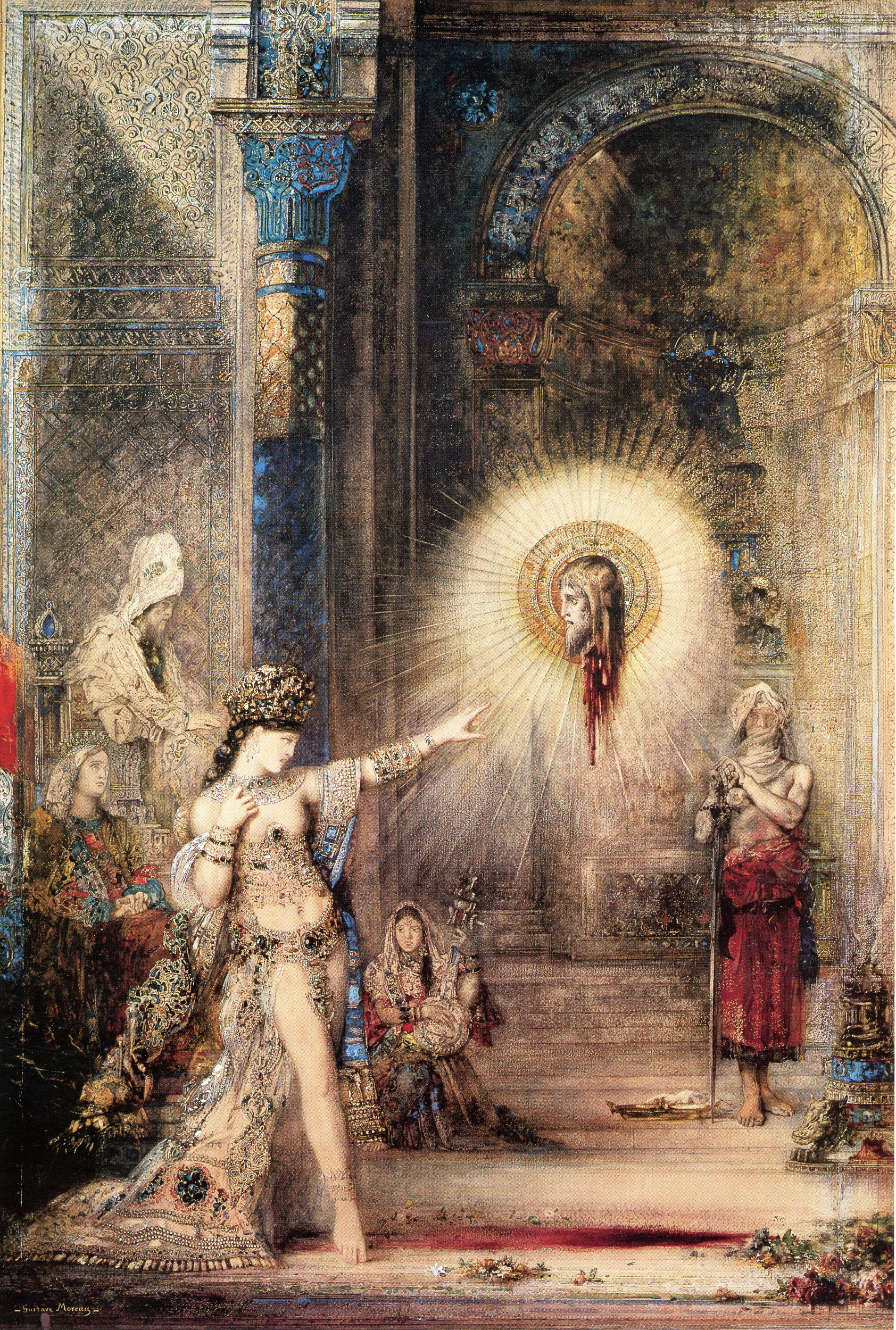
同じく水彩画で描かれた『出現』。パリ、オルセー美術館所蔵。

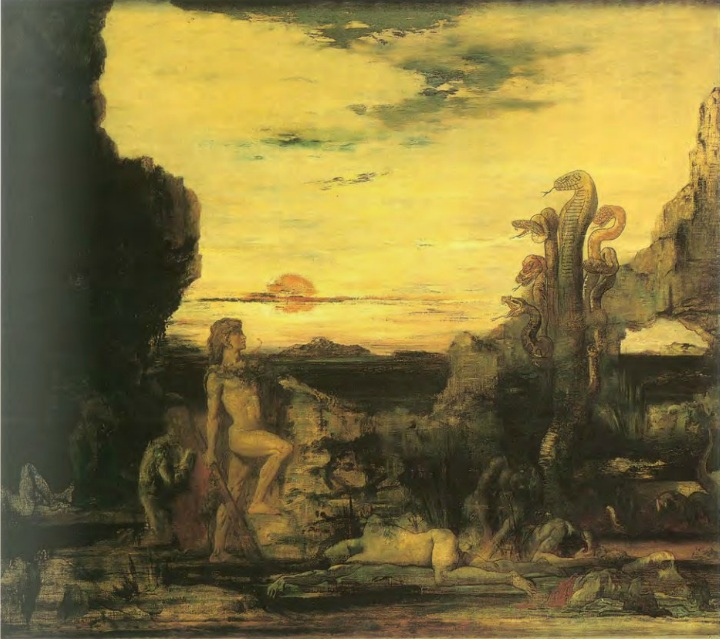
本作品より早い1870年頃の油彩画。ヒュドラの画面奥の岩山は小さく、開けた空間となっている。サイズはやや横長の142×168cm。ギュスターヴ・モロー美術館所蔵。

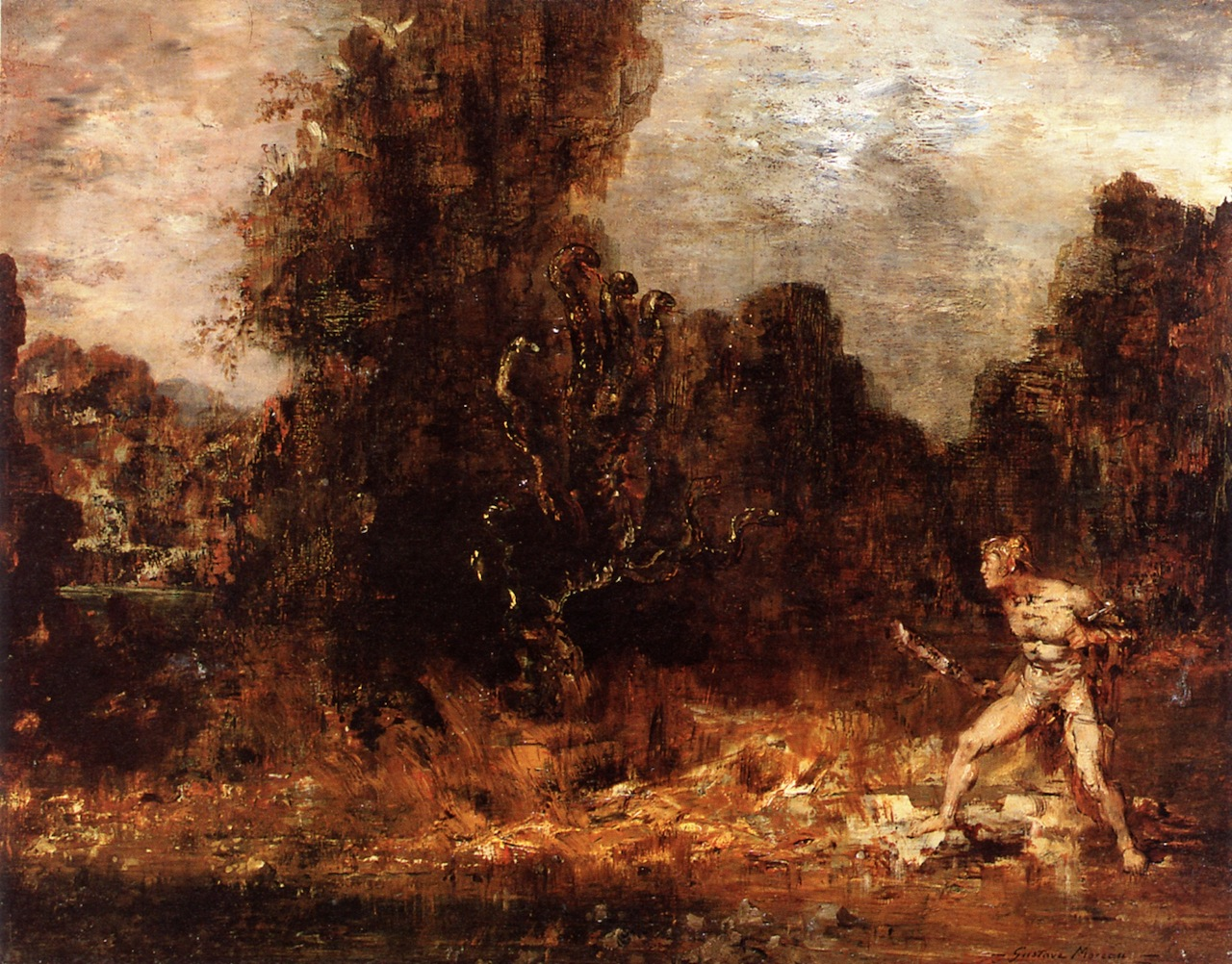
異なるバージョンの作品『ヘラクレスとレルネのヒュドラ』。1876年頃-1880年頃。個人蔵。

モローは対峙するヘラクレスと多頭の怪物ヒュドラを描いている。ヘラクレスは体を正面に向け、ヒュドラを見据えながら毅然と立ち、対するヒュドラも大きな鎌首を垂直にもたげて英雄を見据え、また大小の頭が英雄を威嚇し敵意を露わにしている。ここで表現されているのは、英雄と怪物が戦いを繰り広げる直前の緊張感をはらんだ瞬間の情景である。ルネサンス以降、ヘラクレスのヒュドラ退治はしばしば描かれて来たが、多くはヒュドラに一撃を加えんと棍棒を振り上げるヘラクレスの勇壮な姿であり、本作品の静的かつ緊張感を感じさせる絵画はそうした先行作品とは対照的である。この英雄と怪物が視線を交差させる構図は本作品と同じ年の『出現』にも共通するもので、画家は交差する視線を構図の中心に据えることで緊張感を作り出している。同様の作風は代表的傑作として名高い1864年の『オイディプスとスフィンクス』（Œdipe et le Sphinx）に早くも見ることが出来る。
ヘラクレスの肉体は逞しさと美しさを備え、右手に棍棒を持ち、肩に弓と矢筒をかけており、背中にはネメアのライオンの毛皮がひるがえっている。ヒュドラのそばにはつい今しがた怪物の毒牙の犠牲になったと思しき死体が横たわっているほか、その周囲にはさらに多くの死体が折り重なっており、神話で語られるヒュドラの恐ろしさが表現されている。モローは本作品におけるヒュドラのイメージがコブラに由来し、さらにヒュドラの内面をも表現したことを明かにしている。
本作品の最も重要な特徴の1つは背景における明暗の効果である。これはおそらく1860年代末から関心を深めていたレンブラント・ファン・レインの影響によるもので、ヘラクレスとヒュドラを小さく描くことで背景に比重を置くとともに、画面全体を均一なトーンで描くことで大気に統一感を生み出している。こうした背景の明暗効果へのこだわりは1860年代のモローの作風にはないもので、1870年代の特徴の1つとして指摘することができる。本作品および同じ年にサロンに出品された『ヘロデ王の前で踊るサロメ』はまさしくその例に当てはまる。

## ヴァリアント
本作品は油彩画あるいは水彩画によるヴァリアント、習作も数多く知られている。モローはすでに1870年頃にこの主題に取り組んでおり、おおまかな構図はこのときに完成しているが異なる点もある。たとえばヘラクレスは本作とは異なるポーズで描かれている。ヘラクレスは横を向き（つまりヒュドラに対して正面を向き）、片足を上げたポーズをとっている。しかし本作品と比べて動的である反面、対峙する両者が生み出す緊張感に欠ける。また画面奥の岩山も小さく、広く開けた背景となっている。これに対してサロン出品作と同じ年に描かれた小さな水彩画の習作ではヘラクレスのポーズに変化はないが、背景の岩山が大きくなり、本作品に接近している。
モローは他の作品でもそうであったように、本作品においても多くの習作を生み出すとともに、その際に発生したイメージをもとに新たな方向性の作品を模索している。その中にはたとえば画面の中央にヒュドラを据えた油彩習作があり、またヘラクレスとヒュドラの位置関係を反転して描いた作品もある。後者はおそらく本作品の後に制作された作品で、ヘラクレスがヒュドラに対して身構えたポーズをとっている。モローが愛人のアデライード・アレクサンドリーヌ・デュルーのために描いた横長の水彩画も反転したタイプの作品である（いずれもギュスターヴ・モロー美術館所蔵）。

## 来歴
本作品は1876年のサロンに出品されたのち、1878年のパリ万国博覧会にも出品された。その後1887年7月26日にマルセイユの実業家ルイ・マンテ（Louis Mante）が画家から30,000フランで購入した。絵画はルイの死後、彼の未亡人で名の知れたピアニストだったジュリエット・マンテ＝ロスタンが死去する1956年までマンテ家が所有していた。マンテ家はその年の11月28日にパリのギャラリー・シャルパンティエに売却。その後、シカゴとニューヨークに画廊を立ち上げたリチャード・フェイゲンが購入して大西洋を渡り、絵画は1961年まで彼の画廊にあった。絵画はさらに有名なアートディーラー、ジャック・セリグマンの手に渡り、ユージン・デビッドソン（Eugene A. Davidson）夫人によって1964年にシカゴ美術館に贈られた。

### ギャラリー
- 犠牲者の遺体と白骨
（ディテール）
- ヒュドラと折り重なる遺体
（ディテール）
- 『殉教者に叙される聖セバスティアヌス』 フォッグ美術館所蔵